# Фундаментальное решение
Фундаментальное решение линейного дифференциального оператора L или, эквивалентно, соответствующего ему линейного уравнения в частных производных — математическое понятие, обобщающее идею функции Грина для дифференциальных операторов, без связи с какой-либо областью и граничными условиями.
Именно, фундаментальным решением дифференциального оператора L называется решение F (вообще говоря, принадлежащее классу обобщённых функций) линейного неоднородного уравнения
LF = δ(x),
где правая часть δ(x) — дельта-функция Дирака.
Исторически понятие фундаментального решения сначала возникло для оператора Лапласа в размерностях 2 и 3. В настоящее время фундаментальные решения вычислены для многих конкретных дифференциальных операторов и доказано, что каждый дифференциальный оператор с постоянными коэффициентами имеет фундаментальное решение.

## Свойства
- Фундаментальное решение оператора L, вообще говоря, не единственно. Оно определено с точностью до прибавления слагаемого Z, принадлежащего ядру оператора L: пусть F — решение уравнения LF = δ(x), тогда F+Z также является его решением, если LZ = 0[1].
- Решение неоднородного уравнения LU = g(x) с произвольной правой частью g выражается через фундаментальное решение оператора L с помощью свёртки по формуле U = F ∗ g. Это решение единственно в классе обобщённых функций, для которых существует свёртка с g[1].
- Функция F является фундаментальным решением линейного дифференциального оператора с постоянными коэффициентами

{\displaystyle L(\partial )=\sum _{|k|=0}^{m}a_{k}\partial _{x_{1}}^{k_{1}}\cdots \partial _{x_{n}}^{k_{n}},\quad k=(k_{1},\ldots ,k_{n}),}
если и только если её преобразование Фурье {\displaystyle {\widehat {F}}} удовлетворяет равенству {\displaystyle L(-i\xi )\,{\widehat {F}}(\xi )=1,} где
{\displaystyle L(\xi )=\sum _{|k|=0}^{m}a_{k}\xi _{1}^{k_{1}}\cdots \xi _{n}^{k_{n}},\quad \xi =(\xi _{1},\ldots ,\xi _{n}),}
i — мнимая единица.

## Примеры
- Фундаментальное решение оператора Лапласа (нижний индекс обозначает размерность пространства) задается формулами[1], где {\displaystyle |x|^{2}=x_{1}^{2}+\cdots +x_{n}^{2}} — стандартный скалярный квадрат вектора {\displaystyle x\in \mathbb {R} ^{n}}:

{\displaystyle F_{2}(x)={\frac {1}{2\pi }}\ln |x|,\quad F_{3}(x)=-{\frac {1}{4\pi |x|}},\quad F_{n}(x)=-{\frac {1}{(n-2)s_{n}|x|^{n-2}}},\ \ n\geq 3,}
где {\displaystyle s_{n}} означает площадь поверхности единичной сферы в n-мерном евклидовом пространстве.
- Фундаментальное решение уравнения теплопроводности имеет вид:

{\displaystyle \Phi (x,t)={\frac {\theta (t)}{(2a{\sqrt {\pi t}})^{n}}}\exp {\biggl (}\!-{\frac {|x|^{2}}{4a^{2}t}}\,{\biggr )},\ \ \ x\in \mathbb {R} ^{n},}
где {\displaystyle \theta (t)} — функция Хевисайда.
- Фундаментальное решение бигармонического уравнения, то есть оператора {\displaystyle L=\Delta ^{2},} имеет вид

{\displaystyle F_{2}(x)=-{\frac {|x|^{2}}{8\pi }}(\ln |x|-1),\quad F_{3}(x)={\frac {|x|}{8\pi }}~.}